# Ciemiężyk białokwiatowy
Ciemiężyk białokwiatowy, ciemiężyk lekarski (Vincetoxicum hirundinaria Medik.) – gatunek rośliny z rodziny toinowatych (Apocynaceae). Występuje w Europie Południowej, Środkowej i Wschodniej, w Afryce Północnej (Algieria, Maroko), w Turcji i na Kaukazie. W Polsce jest dość rozpowszechniony na niżu i w niższych położeniach górskich, zwłaszcza w pasie wyżyn, na pogórzu, wzdłuż dolin rzecznych, na pojezierzach; brak go lub bardzo rzadki jest na terenach nizinnych poza dolinami oraz na wybrzeżu. 

## Morfologia

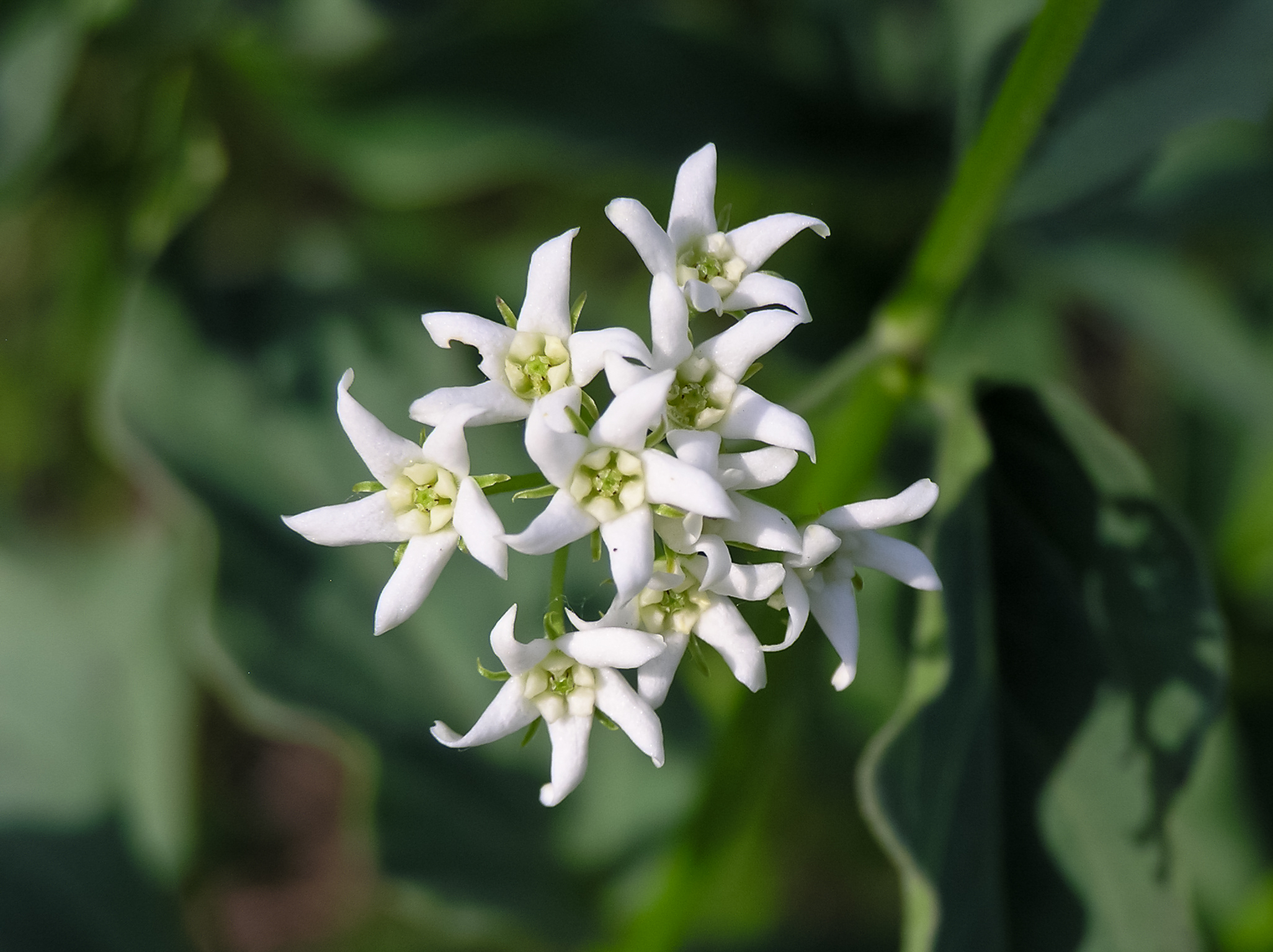
Kwiaty

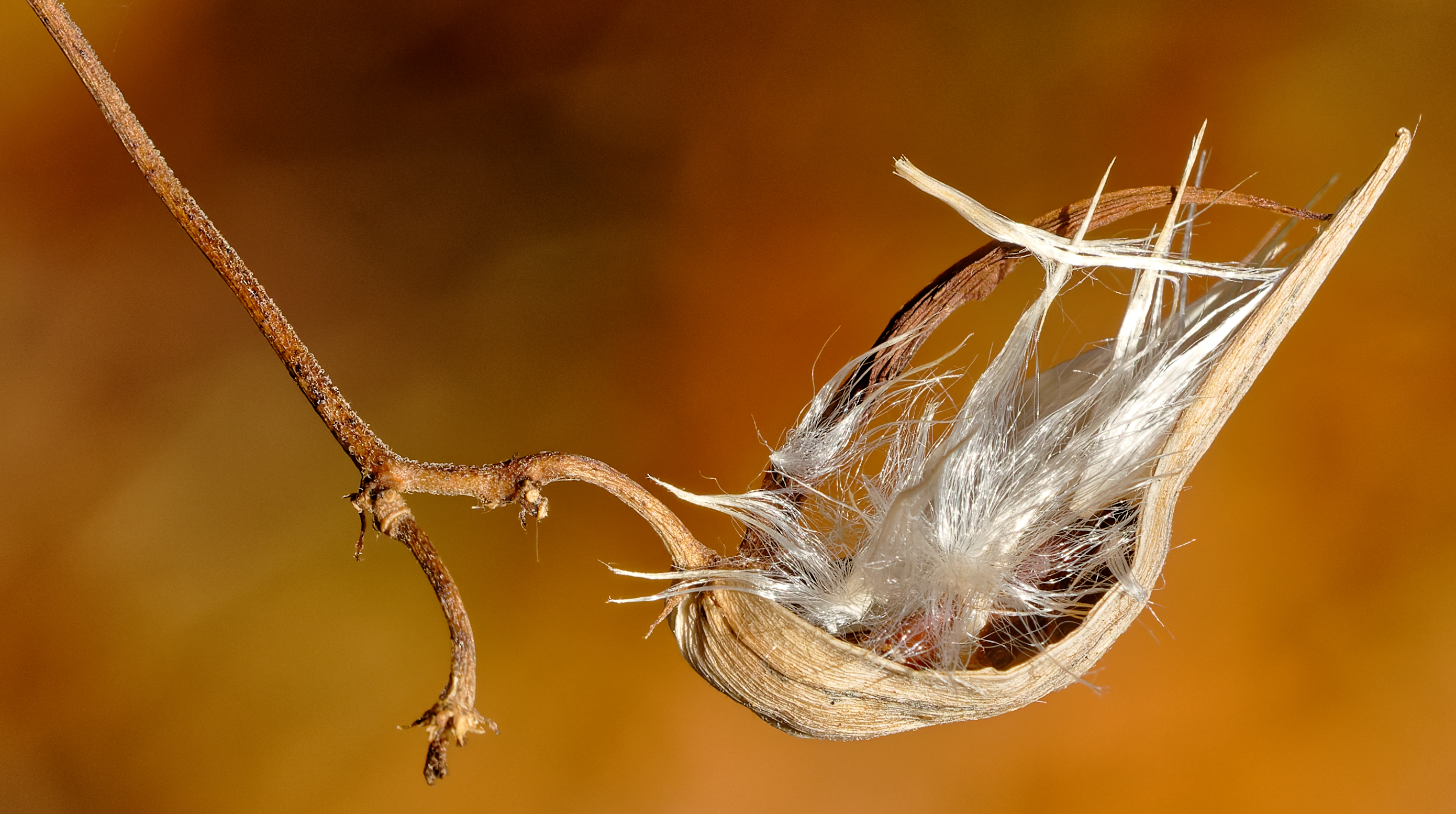
Owoc

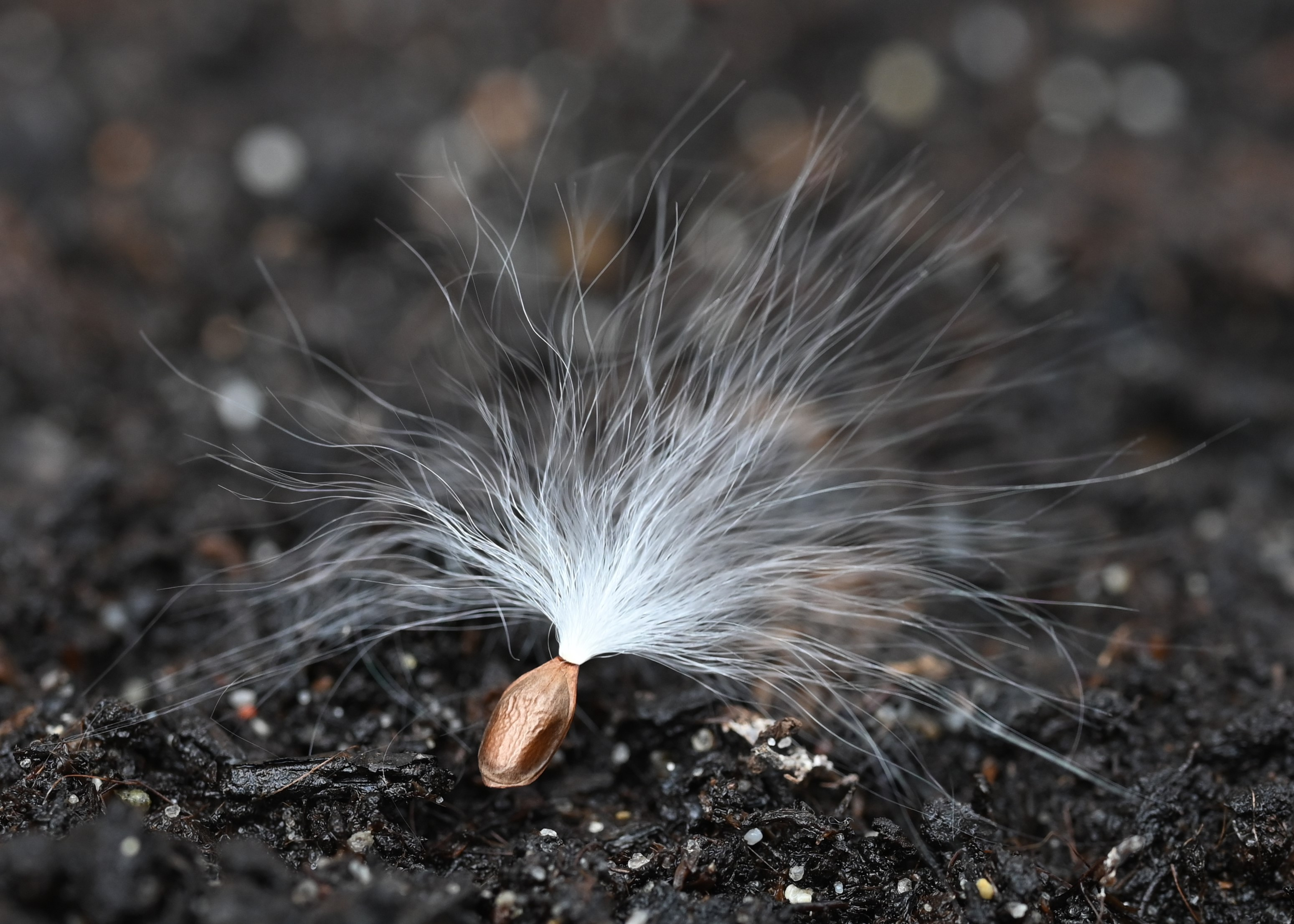
Nasiono

ŁodygaProsta, wzniesiona, słabo się rozgałęziająca się, o wysokości do 60 cm. W górnej części jest omszona dwoma rzędami bardzo krótkich włosków.
LiścieO różnym kształcie, od jajowatych (dolnych) przez jajowatolancetowate (środkowe) do lancetowatych (górne). Są krótkoogonkowe, zaostrzone, za młodu owłosione na spodniej stronie.
KwiatyNiewielkie, białe, skupione w podbaldachy, pojawiają się na szczytach łodyg oraz w kątach górnych liści. Mają symetrię promienistą, 5-dzielny kielich, lejkowato-kółkową koronę o zielonawej nasadzie i tępych łatkach. 5 pręcików zrasta się z 5-kątną szczytową częścią szyjki słupka, tworząc prętosłup. Są to kwiaty paściowe, zbudowane w ten sposób, aby przytrzymać owada za odnóża lub aparat gębowy i zmusić  do zebrania pyłku.
OwocNagie i ostre mieszki o długości do 4 cm.

## Biologia i ekologia
Bylina, hemikryptofit. Kwitnie od maja do sierpnia. Roślina trująca. Występuje w lasach i zaroślach, szczególnie często na podłożu wapiennym w Tatrach i Pieninach.

## Zastosowanie
- Roślina lecznicza
  - Surowiec: kłącze i korzenie (Radix Vincetoxici). Zawierają m.in.: glikozyd wincetoksynę (asklepiadyna), olejek eteryczny, saponiny, śluz, cukry[7].
  - Działanie i zastosowanie: napotne, moczopędne, przeczyszczające i ogólnie tonizujące[7].